# Francisco Luis de Borbón-Conti
Francisco Luis de Borbón-Conti (en francés, François Louis de Bourbon-Conti; París, 30 de abril de 1664-ibidem, 9 de febrero de 1709) fue príncipe de Conti, conde de La Marche, conde de Clermont y príncipe de La Roche-sur-Yon. Fue hijo del príncipe Armando de Borbón-Conti y de Ana María Martinozzi, sobrina del cardenal Mazarino.

## Biografía
Hermano menor de Luis Armando I de Borbón-Conti, segundo príncipe de Conti, tuvo como padrinos de bautismo al príncipe Luis II de Borbón-Condé y a Ana Genoveva de Borbón-Condé, duquesa de Longueville.
Considerado un muchacho inteligente, recibió una excelente educación, destacándose su independencia de juicio y su modo agradable. Esta cualidad, unida a una prestigiosa familia, fueron consideradas "peligrosas" por el rey Luis XIV de Francia, quien siempre lo vigiló a distancia.

## Vida militar

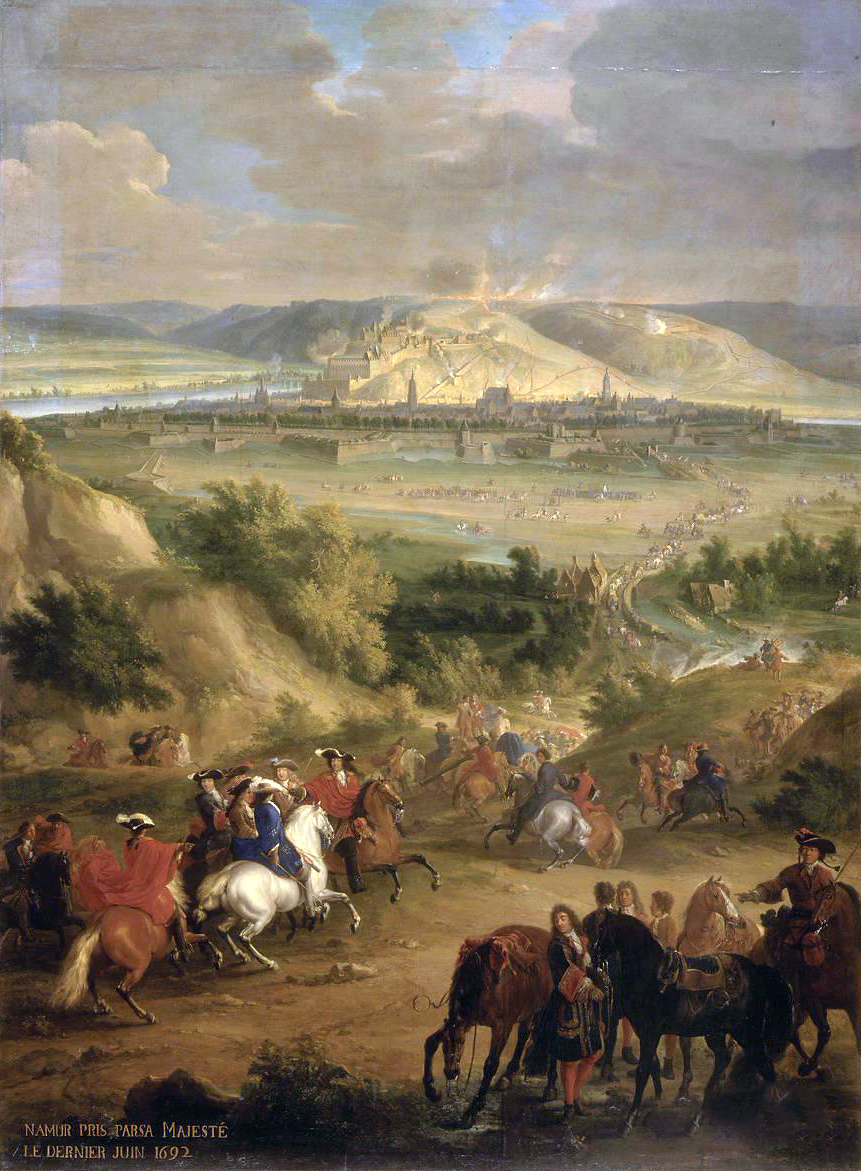
Sitio de Namur, por Martin Jean-Baptiste le Vieux.

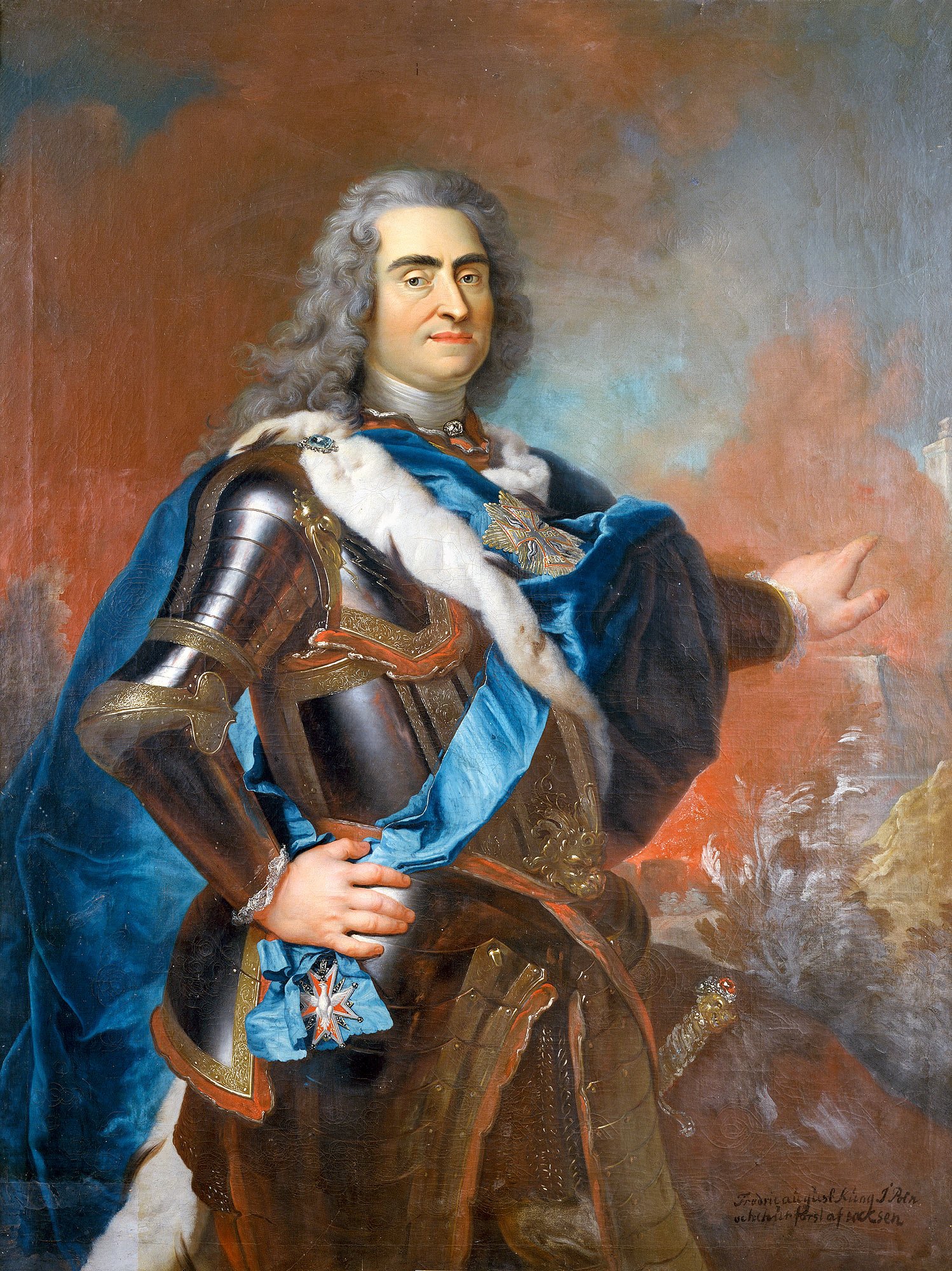
Augusto II de Polonia, por Louis de Silvestre.

En 1683 participó junto a su hermano, Luis Armando, en el asedio de Cortrique y Dixmude, y al año siguiente se distinguió en el asedio de la ciudad de Luxemburgo, donde a la cabeza de sus hombres, dirigió el asalto de un bastión. En 1685 participó, siempre junto a su hermano, en la expulsión de los turcos de Hungría. Desde allá escribió algunas cartas en las que hacía burla de Luis XIV, llamándolo "Rey del Teatro". Las cartas fueron interceptadas, lo que le valió un exilio temporal en el Castillo de Chantilly. Durante ese tiempo, fue herido por un ciervo en una jornada de caza, accidente que le dejó una notoria cicatriz en el rostro.
Al morir su hermano sin dejar herederos, se convirtió en príncipe de Conti, y fue nombrado por el rey el 2 de junio de 1686 caballero de la Orden del Espíritu Santo, siendo elevado además a la categoría de príncipe de sangre real, gracias a la insistencia de su padrino.
Al estallar la guerra de los Nueve Años, en 1688, Francisco Luis partió como simple voluntario y participa del asedio de Philippsbourg. En mayo del año siguiente, siguió a su íntimo amigo, François-Henri de Montmorency, duque de Luxemburgo, y tomó parte de la victoria en la batalla de Fleurus (1690). Dos años más tarde, participó en el asedio de Mons y Namur, obteniendo el grado de general lugarteniente. En 1693 formó parte de la batalla de Landen, en la que fue herido por un sable enemigo.

## De vuelta en la corte
Volvió a la corte rodeado por una aureola de gran prestigio militar. Congenió muy bien con Luis de Francia, el Gran Delfín, quien le permitió obtener el favor del rey, su padre. Junto al delfín participó en la batalla de Flandes, volviendo ese mismo año.
Al morir su primo, Juan Luis Carlos, duque de Longueville, le cedió por testamento a Francisco Luis el principado de Neuchâtel, lo que lo convirtió en rival de la hermana del duque, María de Orléans-Longueville, duquesa de Nemours. A pesar de que el tribunal falló a su favor, nunca consiguió la fuerza necesaria para tomar el principado, al que tuvo que renunciar en 1699.

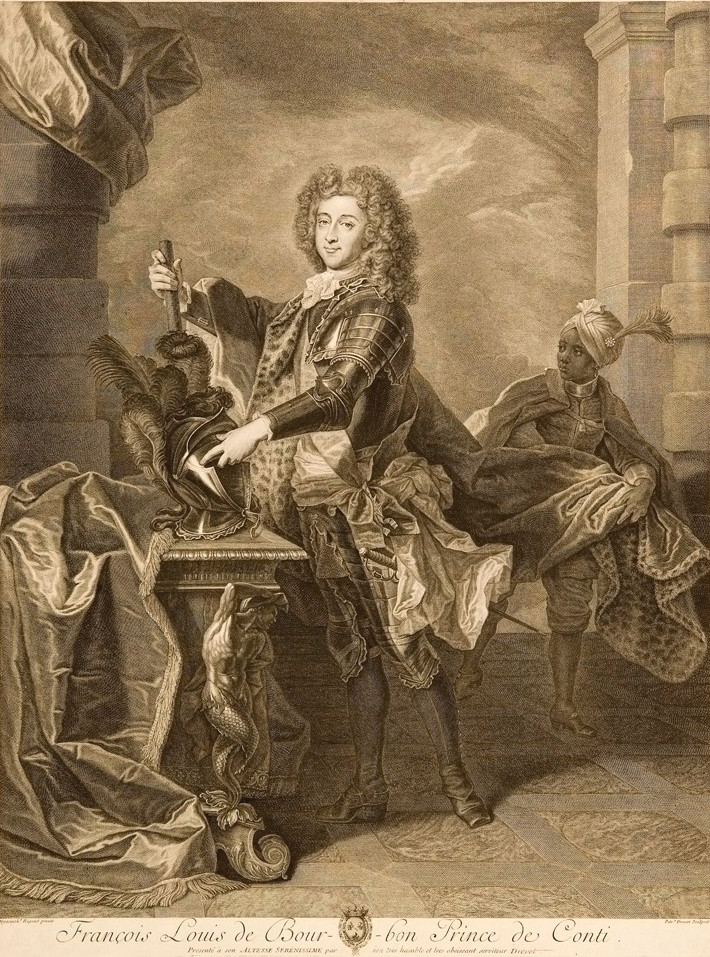
Francisco Luis de Borbón-Conti y su esclavo negro, 1700.

En 1697, Luis XIV le ofreció el trono de Polonia, vacante tras la muerte de Juan III Sobieski, y que era reclamado también por Sajonia. Francisco Luis partió de mala gana hacia su nuevo reino, pidiendo prestada una escuadra comandada por Jean Bart para romper la resistencia se le entrega una gran suma de las arcas reales. Pero al llegar al principado, encontró a su rival, el príncipe elector de Sajonia, Augusto, sentado ya sobre el trono, por lo que le ordenó a sus fuerzas volver a Francia sin presentar batalla.
Desde aquel momento, el príncipe de Conti trató de vivir una vida privada, dedicándose al embellecimiento de sus propiedades, particularmente del castillo de L'Isle-Adam. Pero lo distrajo el encuentro con las armas durante los primeros años de la guerra de sucesión española. Francisco Luis, altamente apreciado como militar, fue enviado a combatir a la cabeza de las fuerzas que invadieron Italia. Antes incluso de llegar a París, cayó enfermo de gota y sífilis, y murió en 1709.
Cumpliendo con su voluntad, fue enterrado en la Iglesia de Saint-André-des-Arcs, junto a su madre.

## Matrimonio y descendencia

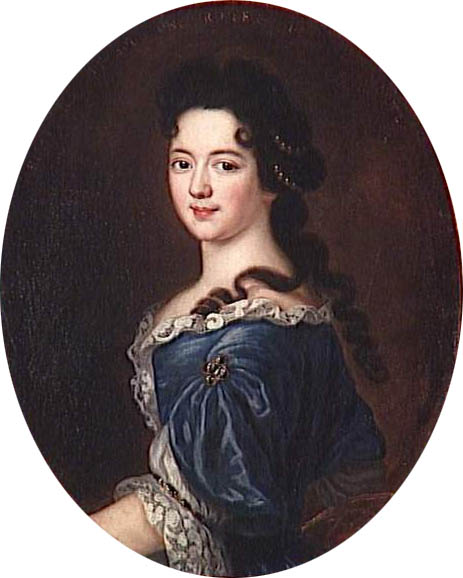
María Teresa de Borbón-Condé, esposa de Francisco Luis, por Pierre Mignard (1691).

Con el permiso del rey y una dispensa papal (debido a la cercanía familiar), se casó el 28 de junio de 1688 en Versalles con María Teresa de Borbón-Condé, hija de su primo, el príncipe Enrique III de Borbón-Condé. Era claramente visible que María Teresa lo amaba apasionadamente, mas Francisco Luis, que era abiertamente bisexual, jamás se interesó por ella y tuvo numerosos amantes de ambos sexos. 
A pesar de ello, la pareja cumplió con su deber de dar herederos y tuvo siete hijos:
- María Ana (1689-1720), Mademoiselle de Conti, casada con el príncipe Luis Enrique de Borbón-Condé.
- Hijo fallecido el mismo año de nacimiento (1693).
- Hijo fallecido a muy temprana edad (1694-1698), príncipe de La Roche-sur-Yon.
- Luis Armando II (1695-1727), príncipe de Conti.
- Luisa Adelaida (1696-1750), Mademoiselle de La Roche-sur-Yon.
- Hijo fallecido a muy temprana edad (1697-1699).
- Luis Francisco (1703-1704), conde de Alais.

| Predecesor: Luis Armando I | Príncipe de Conti 9 de noviembre de 1685-9 de febrero de 1709 | Sucesor: Luis Armando II |